# Моара Гречилор (Васлуј)
Моара Гречилор (рум. Moara Grecilor) насеље је у Румунији у округу Васлуј у општини Васлуј. Oпштина се налази на надморској висини од 115 m.

## Становништво
Према подацима из 2002. године у насељу је живело 1348 становника, од којих су сви румунске националности.